# کوریلسک
شهر کوریلسک (به روسی: Курильск) در کشور روسیه و در اوبلاست ساخالین واقع شده‌است.